# John Cregan
John Francis Cregan (Schenectady, Nova York, 29 de gener de 1878 – Filadèlfia, Pennsilvània, 26 de desembre de 1965) fou un atleta estatunidenc que va córrer al tombant del segle XX i que era especialista en les curses de mitjana distància. El 1900 va prendre part en els Jocs Olímpics de París, en què guanyà la medalla de plata en la cursa dels 800 metres, en quedar per darrere del britànic Alfred Tysoe.

## Millors marques
- 800 metres. 1' 55.3", el 1895
- milla. 4' 24.4", el 1900[1]